# Java Development Kit
Java Development Kit, скорочено JDK — безкоштовний розповсюджуваний Oracle (раніше Sun) комплект розробника застосунків на мові Java, який включає до себе компілятор Java (javac), стандартні бібліотеки класів Java, приклади, документацію, різноманітні утиліти (JConsole та ін.) і виконавчу систему Java (JRE). В склад JDK не входить інтегроване середовище розробки на Java (IDE), тому розробник, що використовує тільки JDK, повинен використовувати текстовий редактор і компілювати та виконувати свої програми через утиліти командного рядка.
Усі середовища розробки на Java, такі, як Eclipse, Netbeans, IntelliJ IDEA, Android Studio, спираються на сервіси JDK, що надаються, і викликають для компіляції Java-програм компілятор з комплекту JDK (javac). Тому ці середовища розробки або включають в комплект постачання одну з версій JDK або вимагають для своєї роботи попереднє встановлення JDK на машині розробника.
Повні вихідні тексти JDK, включаючи вихідні тексти самого Java-компілятора (javac) вільнодоступні.
Станом на вересень 2019 року остання версія JDK — 12.0.2.